# Saint-Martin-des-Besaces
Saint-Martin-des-Besaces là một xã ở tỉnh Calvados, thuộc vùng Normandie ở tây bắc nước Pháp.

## Dân số
| Năm | 1962  | 1968  | 1975  | 1982 | 1990 | 1999  |
| --- | ----- | ----- | ----- | ---- | ---- | ----- |
| Dân số | 1 239 | 1 174 | 1 049 | 981  | 986  | 1 061 |
| From the year 1962 on: No double counting—residents of multiple communes (e.g. students and military personnel) are counted only once. |       |       |       |      |      |       |